# 奥兰治亲王威廉 (1840年—1879年)
威廉·尼庫勞斯·亞歷山大·弗雷德里克·卡雷爾·亨德里克（Willem Nicolaas Alexander Frederik Karel Hendrik，1840年9月4日—1879年6月11日）是尼德兰国王威廉三世的長子暨法定繼承人，在父亲继承王位后成为奥兰治亲王，但先於其父死亡而未繼承父亲的王位。